# Coop Himmelb(l)au
Coop Himmelb(l)au is een coöperatie van Oostenrijkse architecten, opgericht door Wolf Prix, Helmut Swiczinsky en Michael Holzer.
Zij vergaarden in 1988 internationale roem samen met Peter Eisenman, Zaha Hadid, Frank Gehry en Daniel Libeskind door de Deconstructivist Architecture-expositie in het Museum of Modern Art.
Hun werk omvat ontwerpen van openbare gebouwen, kantoorgebouwen en onderzoeksfaciliteiten en ook theaters en tentoonstellingsruimten.

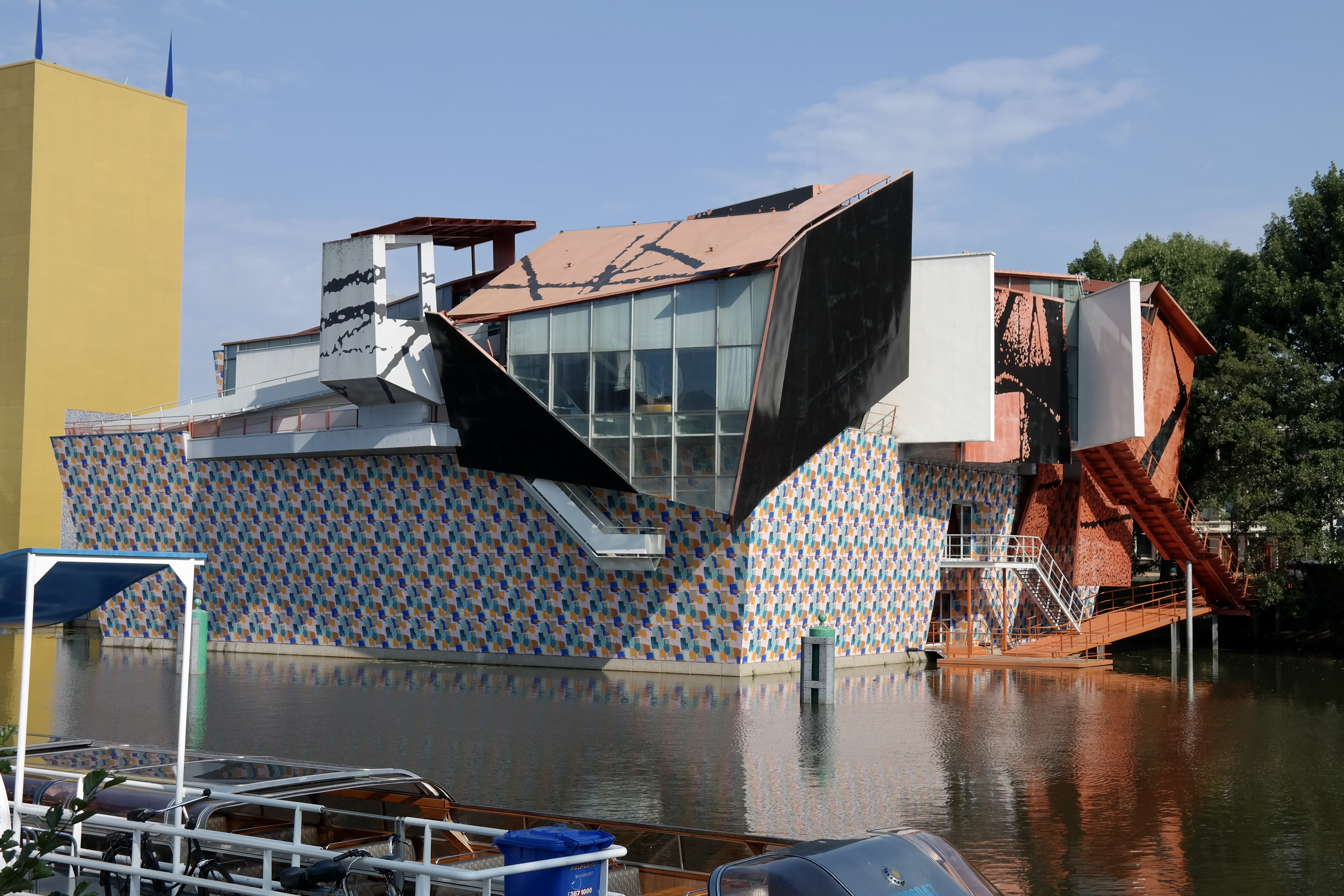
Het door Coop Himmelb(l)au ontworpen paviljoen van het Groninger Museum

Het bureau was al in Nederland actief in 1990 toen ze een van vijf videopaviljoens ontwierp die deel uitmaakten van de tentoonstelling “What a Wonderful World” in het Groninger Museum. In 2003 werd het paviljoen getiteld “Video Clip Folly”, dat na de tentoonstelling was ontmanteld en opgeslagen, gerestaureerd, waarna het een plaats kreeg op het terrein van Groningen Seaports in Delfzijl. In 1994 werd de nieuwbouw van het Groninger Museum opgeleverd met bovenop het grootste tentoonstellingsgebouw een constructie van staal en glas van Coop Himmelb(l)au; het bureau had de opdracht gekregen nadat Frank Stella, die een eerste ontwerp gemaakt had, de opdracht had teruggegeven vanwege een verschil van mening met het museum over de materiaalkeuze. De Coop Himmelb(l)au-opbouw is een sterk beeldbepalend onderdeel van het museum. Voor de stad Leeuwarden ontwierp het bureau een podium op het Wilhelminaplein, maar dit werd niet gerealiseerd.
Andere realisaties zijn Ufa-Kristallpalast op de Prager Straße in Dresden, Gasometer B in Wenen, Expo.02 in Biel/Bienne, BMW Welt bij München en de Nieuwbouw voor de Europese Centrale Bank in Frankfurt am Main.